# "Diane..." - The Twin Peaks Tapes of Agent Cooper
"Diane..." - The Twin Peaks Tapes of Agent Cooper è un audiolibro pubblicato in forma di un'audiocassetta a due facce il 1º ottobre 1990 dalla Simon & Schuster. 
In esso sono riportate alcune delle registrazioni che l'agente Dale Cooper realizza per la sua assistente Diane nel corso della prima stagione e del primo episodio della seconda stagione della serie televisiva I segreti di Twin Peaks. Sono inoltre presenti alcune nuove registrazioni create appositamente da Scott Frost, per una durata complessiva di 44 minuti, mentre alcune registrazioni udibili nella serie non sono state incluse.
Per il suo lavoro, Kyle MacLachlan ha ricevuto una nomination per un Grammy Award.

## Tracce
1. Twin Peaks Theme – 1:31
2. Diane, It's 8:00 AM, Seattle, Washington... – 1:42
3. Preparing to Board Flight 210... – 1:35
4. Airborne... – 1:05
5. Back on Solid Ground... – 0:51
6. 11:30 AM, February 24th – Entering the Town of Twin Peaks... – 1:34
7. Calhoun Memorial Hospital, Twin Peaks... – 0:21
8. Sheriff, We've Got a Lot to Talk About... – 0:47
9. Diane, I'm Holding in My Hand a Small Box of Chocolate Bunnies... – 1:42
10. Night Has Fallen Hard on Twin Peaks... – 1:20
11. If You Could Bottle This Air... – 0:56
12. 6:18 AM, Room 315, Great Northern Hotel... – 1:01
13. It Struck Me Again Earlier This Morning... – 0:28
14. We’ve Just Released James Hurley... – 0:41
15. Never Drink Coffee That Has Been Anywhere Near a Fish... – 0:54
16. This Must Be Where Pies Go When They Die... – 0:10
17. But First Another Piece of This Heavenly Pie... – 0:14
18. Events Converge – The Theory of Concentric Thinking... – 1:09
19. Canadian Geese... – 0:23
20. Long Day, Turning In... – 0:43
21. 10:25 AM, Twin Peaks County Morgue... – 1:02
22. Diane, It's 12:27 PM... – 0:42
23. A New Day for All but the Dead... – 1:28
24. Sunrise – Slept Badly... – 0:54
25. The Killer in My Dream Was Named Bob... – 0:45
26. When All Signs Point to Rome, Diane... – 0:42
27. 11:19 PM, Jacques Renault's Apartment... – 0:45
28. Once a Traveler Leaves His Home... – 0:45
29. Deep in the Woods Near the Pearl Lakes... – 0:48
30. I Discovered Audrey Horne Lying in My Bed... – 0:37
31. Diane, 1:00 PM, Note the Following... – 1:03
32. What You Are About to Hear Is Deeply Disturbing... – 1:06
33. Roulette, Diane, Is a Suckers Game... – 1:06
34. There's a Feeling of Death in the Air... – 0:47
35. I Believe I Need a Large Cup of Hot, Strong Coffee... – 1:07
36. Diane, 4:37 AM... – 0:57
37. As Long as You Can Keep the Fear from Your Mind... – 2:55
38. Have You Ever Known Any Really Tall Men?... – 1:18
39. I Think I'm on the Verge of a Breakthrough... – 0:29
40. It's Time to Lay This All Out as We Now Have It... – 1:56
41. Sleep Deprivation Is a One-Way Ticket to Temporary Psychosis... – 0:57
42. Dance of the Dream Man – 3:27